# Parafia Nawiedzenia Najświętszej Maryi Panny w Ostrowie Kościelnym
Parafia Nawiedzenia Najświętszej Maryi Panny w Ostrowie Kościelnym – jest jedną z 7 parafii leżącą w granicach dekanatu strzałkowskiego. Erygowana w XV wieku.

## Dokumenty
Księgi metrykalne: 
- ochrzczonych od 1898 roku
- małżeństw od 1924 roku
- zmarłych od 1962 roku